# Derechos económicos, sociales y culturales

Logotipo de los Derechos Humanos

Los derechos económicos, sociales y culturales (siglas DESC) son los derechos humanos socioeconómicos relacionados con el lugar de trabajo, la seguridad social, la vida en familia, la participación en la vida cultural y el acceso a la vivienda, la alimentación, el agua, la atención de la salud y la educación, que se diferencian de los derechos civiles y políticos. Los derechos económicos, sociales y culturales se incluyen en la Declaración Universal de los Derechos Humanos de 1948 (DUDH) y se desarrolla su protección en el Pacto Internacional de Derechos Económicos, Sociales y Culturales (PIDESC) de 1966. Ejemplos de estos derechos incluyen el derecho a la alimentación, el derecho a la vivienda, y el derecho a la salud. El Protocolo Facultativo del Pacto Internacional de Derechos Económicos, Sociales y Culturales permite la reclamación por incumplimiento de cualquiera de estos derechos ante el Comité DESC con sede en Ginebra.
La declaración americana de los derechos y deberes del hombre incluye el reconocimiento explícito de varios de estos derechos, como por ejemplo, protección a la familia, maternidad, infancia, salud, educación, cultura, trabajo, descanso, aprovechamiento del tiempo libre, seguridad social entre otros. 
Según la teoría de Karel Vasak acerca de las tres generaciones de derechos humanos, estos derechos se consideran como derechos de segunda generación, y la teoría de los derechos negativos y positivos considera que los DESC son derechos positivos en la vida del ser humano...
Philip Alston, relator especial de la ONU para la pobreza extrema, critica a las organizaciones de derechos humanos -Amnistía Internacional, Human Rights Watch y FIDH, entre otras- por aceptar la idea de que el pleno disfrute de derechos civiles y políticos garantiza automáticamente el disfrute de derechos económicos y sociales. Para Alston la sostenibilidad del capitalismo a medio plazo solo es posible con una estructura de bienestar social que respalde a los que inevitablemente ha abandonado.

## Los derechos económicos, sociales y culturales

### Declaración Universal de Derechos Humanos
La Declaración Universal de Derechos Humanos reconoce los DESC como derechos naturales y legales, definiendo los derechos humanos como inalienables, por naturaleza, al mismo tiempo que la emisión de protección legal. Los signatarios de la declaración se unen al reconocimiento de la dignidad intrínseca y de los derechos iguales e inalienables de todos los miembros de la familia humana es el fundamento de la libertad, la justicia y la paz en el mundo. Los DESC cobran sentido cuando adquieren contenido político. 

#### Protocolo Facultativo del Pacto Internacional de Derechos Económicos, Sociales y Culturales
El Protocolo Facultativo del Pacto Internacional de Derechos Económicos, Sociales y Culturales es el instrumento jurídico que permite presentar reclamaciones al Comité DESC de Naciones Unidas en Ginebra si se entiende que han sido vulnerados o incumplidos los derechos humanos recogidos en los DESC. Estas reclamaciones son de carácter gratuito y no necesitan de representación jurídica -ni abogado ni procurador-. Los dictámenes publicados por el Comité DESC de Ginebra se refieren a muchos aspectos pero han sido especialmente relevantes en la defensa del derecho a la vivienda y los derechos de la mujer.

### Derechos en el Pacto Internacional de Derechos Económicos, Sociales y Culturales
La siguiente tabla recoge los derechos humanos fundamentales plasmados en cada artículo del Pacto Internacional de Derechos Económicos, Sociales y Culturales.
| Artículo      | Derecho reconocido                                                                          |
| ------------- | ------------------------------------------------------------------------------------------- |
| Art. 6        | Derecho al trabajo y a la libre elección de empleo                                          |
| Art. 7        | Derecho a condiciones de trabajo buenas y satisfactorias                                    |
| Art. 8        | Derecho de huelga                                                                           |
| Art. 9        | Derecho a la seguridad social                                                               |
| Art. 10       | Protección de la familia y los menores                                                      |
| Art. 11       | Derecho a un nivel de vida adecuado y a la mejora continua de las condiciones de existencia |
| Art. 12       | Derecho a la salud                                                                          |
| Arts. 13 y 14 | Derecho a la educación                                                                      |
| Art. 15       | Derecho a la vida cultural, artística y científica                                          |

### Declaración Americana de la OEA de 1948
La Declaración Americana, adoptada por la Asamblea General de la Organización de Estados Americanos (OEA) en marzo de 1948, prácticamente fue el primer instrumento internacional que incorporó un catálogo de derechos económicos, sociales y culturales. La Declaración Americana reconoce, por lo tanto, los siguientes derechos:
- Derecho a la salud y a la asistencia médica (XI);
- Derecho a la alimentación, el vestido y la vivienda (XI);
- Derecho a la educación en condición de igualdad de oportunidades, y derecho a recibir gratuitamente la educación primaria (XII);
- Derecho de participar en la vida cultural de la comunidad, a gozar de las artes y disfrutar de los beneficios que resulten de los progresos intelectuales y de los descubrimientos científicos (XIII);
- Derecho a la protección de los intereses morales y materiales que correspondan por razón de los inventos, obras literarias, científicas y artísticas de que sea autor (XIII);
- Derecho al trabajo (XIV);
- Derecho al descanso y a la recreación (XV);
- Derecho a la seguridad social en casos de desocupación, vejez e incapacidad física o mental (XVI) y
- Derecho a la propiedad privada. (XXIII)

### Derechos considerados básicos y principales
Para el Observatorio DESC los derechos económicos, sociales y culturales básicos y principales son los siguientes:
- Derecho a una vivienda digna;
- Derecho al agua;
- Derecho a la salud (asistencia social, asistencia médica, seguridad social y cobertura sanitaria universal);[6]
- Derecho a una educación adecuada;
- Derecho a una alimentación adecuada;
- Derecho al trabajo (incluyendo Derecho de huelga y libertad en la elección de empleo);
- Derecho al medio ambiente.

## Formas de exigibilidad y justicialidad de los derechos sociales
- 1. Exigibilidad: los instrumentos en virtud de los cuales se puede cumplir el contenido de los derechos: garantías primarias y secundarias. Por lo tanto, los derechos se hacen exigibles a través de estas garantías.

- 2. Justiciabilidad: es la manera específica para lograr la exigibilidad: sede judicial. Hace referencia a la exigibilidad en su división secundaria. Existen dos tipos de experiencias:

Si sostenemos que los derechos sociales son justiciables se puede decir que (3 formas de considerar la justiciabilidad): 
- a. Que las Cortes les está permitido interpretar extensivamente tales derechos, creando unos nuevos no previstos expresamente por la Constitución.
- b. Que las Cortes sólo se encuentran facultadas para otorgar protección judicial en términos del contenido mínimo o esencial de un derecho social, o
- c. Que requeridas por un demandante, las Cortes sólo deben declarar la violación de un derecho social y, acto seguido, reenviar el asunto en debate al órgano político correspondiente para que este último adopte las medidas que correspondan en la especie.

Para defender un modelo en particular de la justiciabilidad de los DESC se debe entender que la justicia constitucional importa una pérdida importante para el ideal del autogobierno, que a pesar de dicha perdida, puede haber buenas razones para admitirla, pero de manera restringida, y se debiese concebir formas más débiles de adjudicación (weak adjudictation) de los derechos fundamentales en general, incluidos los DESC. 
Respecto a los mecanismos de Justiciabilidad se presenta, un modelo indirecto y el modelo desarrollado por la Corte Constitucional Sudafricana. 
La protección judicial efectiva de los derechos sociales no debe ser equiparada ni conceptual ni prácticamente como equivalente de una defensa a favor del “activismo judicial”, sino más bien como lo ha señalado el Comité del Pacto Internacional de Derechos Económicos, Sociales y Culturales: 
“Dentro de los límites del ejercicio adecuado de sus funciones de examen judicial, los tribunales deben tener en cuenta los derechos reconocidos en el Pacto cuando sea necesario para garantizar que el comportamiento del Estado está en consonancia con las obligaciones dimanantes del Pacto. La omisión por los tribunales de esta responsabilidad es incompatible con el principio de imperio del derecho, que siempre ha de suponerse que incluye el respeto de las obligaciones internacionales en materia de derechos humanos.”
En un Estado de Derecho, los derechos actúan como límites, como control de una discrecionalidad fuerte que nos ayuda a evitar formas “dominadas” de relación entre el poder político y los ciudadanos.

### Relatoría Especial sobre los Derechos Económicos, Sociales, Culturales y Ambientales (REDESCA) - Américas
La Relatoría Especial sobre Derechos Económicos, Sociales, Culturales y Ambientales (REDESCA), creada en 2017, es una oficina autónoma de la Comisión Interamericana de Derechos Humanos (CIDH), cuya labor se enfoca en apoyar a la CIDH, a la Organización de los Estados Americanos (OEA) y a sus Estados miembros, como al Sistema Interamericano de Derechos Humanos (SIDH) y a la sociedad civil, en la promoción, monitoreo y protección de los derechos económicos, sociales, culturales y ambientales (DESCA) en el hemisferio americano. El trabajo de la REDESCA se desarrolla a partir de una perspectiva anclada en la indivisibilidad, interdependencia e interrelación de todos los derechos humanos, con enfoque de género e inteseccionalidad. Desde ahí, la Relatoría Especial atiende dedica una especial atención a las mujeres en su diversidad, como a las personas y grupos en situación de especial vulnerabilidad o discriminación histórica. A la fecha, la REDESCA ha producido y publicado documentos y estándares interamericanos en materia DESCA, como los Informes Anuales REDESCA; el Informe Pobreza y Derechos Humanos; el Informe Empresas y Derechos Humanos; el Compendio sobre derechos laborales y sindicales; el Informe DESCA personas trans y género diverso; los pronunciamientos, resoluciones e informes relacionados REDESCA - CIDH; el compendio sobre DESCA, y Jurisprudencia Interamericana. La sede de la REDESCA, al igual que la CIDH, está basada en la ciudad de Washington. Su titular es Soledad García Muñoz, abogada especialista en Derechos Humanos, quien asumió el cargo de Relatora Especial el 15 de agosto de 2017.

### Observatorio DESC - Barcelona
El Observatorio DESC (Derecho Económicos, Sociales y Culturales) es una plataforma que reúne entidades y personas fundada en el año 1998 con el objetivo principal de mostrar y defender que tanto los derechos civiles y políticos (derecho a la libertad de expresión, a la vida, al voto, etc) como los derechos económicos, sociales, culturales y ambientales (derecho a la vivienda, al trabajo, a la educación, a la salud, a la alimentación) - son derechos fundamentales de todas las personas. El Observatori DESC pretende que se equipare en percepción y legalmente los derechos sociales mencionados a otros derechos considerados fundamentales como los derechos civiles y políticos y los derechos patrimoniales.

### Overseas Development Institute - Londres
El Overseas Development Institute de Londres está desarrollando un método de evaluación que consiste en el análisis econométrico, los ejercicios de cálculo de costos y el modelado de las limitaciones de accesibilidad. Este enfoque ayuda a identificar qué acciones políticas se podrían adoptar para mejorar ciertos derechos económicos, sociales y culturales, el costo que implicaría para aplicar esas políticas, y cómo afectaría a las limitaciones presupuestarias del Estado, lo que permite a una ONG proporcionar asesoramiento sobre políticas pertinentes para determinar si el hecho de abordar cuestiones específicas se debe a la falta de recursos.